# Клифф, Тони
Тони Клифф (англ. Tony Cliff, при рождении Игаэль Глюкштейн — англ. Yigael Gluckstein; 20 мая 1917 — 9 апреля 2000) — британский политик, троцкист, теоретик марксизма еврейского происхождения. Ключевой идеолог британской Социалистической рабочей партии и Международной социалистической тенденции.

## Биография
Родившись в Палестине в семье сионистов, Глюкштейн изначально состоял в социалистической сионистской группе Ха-шомер ха-цаир, но уже к 1933 году стал троцкистом и оппонентом сионизма. Вступил в местную секцию Четвёртого интернационала — Революционную коммунистическую лигу. Играл ведущую роль в попытке создать движение, объединяющее еврейских и арабских рабочих.
Во время Второй мировой войны арестовывался британскими властями Палестины. В 1947 году, видя, что победа сионистов становится неизбежной, он переехал в Англию. Оттуда он был депортирован в Республику Ирландия, а вид на жительство в Британии ему выдали только благодаря британскому подданству его жены Чейни Розенберг. Он так и не смог получить британское гражданство, и оставался апатридом всю оставшуюся жизнь.
В Британии Клифф вступил в Революционную коммунистическую партию, где примыкал к группе, возглавляемой Джоком Хастоном, и был кооптирован в партийное руководство. После развала РКП в 1949—1950 годах примкнул к группе Джерри Хили The Club. В 1950 году исключён из Четвёртого интернационала.
В 1950 стоял у основания группы «Socialist Review», базирующейся вокруг одноимённого журнала. В 1959 году вышла его первая книга, подписанная псевдонимом Тони Клифф (о Розе Люксембург). В 1962 группа была переименована в «Международные социалисты», а печатный орган, соответственно, в «Socialist Worker». А в 1977 году они переименованы в Социалистическую Рабочую партию (Socialist Workers Party) и журнал «International Socialism».
В сатирическом романе Тарика Али «Redemption» Тони Клифф выведен под именем «Джимми Рок».

## Идеи
С конца 1940-х годов, наряду с Группой Джонсон-Форест в США и «Социализм или варварство» во Франции развивал теорию, что СССР не деформированное рабочее государство (как считал Лев Троцкий), а форма бюрократического государственного капитализма.

## Сочинения
- Сталинистская Россия: марксистский анализ = Stalinist Russia: A Marxist Analysis. (1955) / Пер. с англ. — М. : Издательство иностранной литературы, 1956. — 238 с. : табл. — Рассылается по специальному списку
- Государственный капитализм в России Архивная копия от 13 ноября 2020 на Wayback Machine = The Nature of Stalinist Russia (1948) — [Л.], 1991. — 286 c. : табл.
- Экономические корни реформизма. — Взгляд (Пермь), № 40
- Поиск путей перманентной революции